# Rudolf Hrušínský nejmladší
Rudolf Hrušínský nejmladší (* 19. listopadu 1970 Praha) je český herec.
Do povědomí diváků vstoupil ve svých 16 letech rolí kominického učně ve filmu Discopříběh (1987). V dospělosti se filmu věnoval sporadicky, divadlu prakticky vůbec. Později údajně na několik let přesídlil do Španělska, kde si měl otevřít restauraci. V rozhovoru v roce 2018 to ale popřel a upřesnil, že do Španělska odjel pouze na rok a otevřel tam bar, ne restauraci. Začátkem nového tisíciletí se zřejmě zčásti vrátil do Česka a objevil se v několika filmových a společenských projektech.

## Výběr filmografie
- 1985 Vesničko má středisková
- 1987 Discopříběh
- 1991 Discopříběh 2
- 1993 Svatba upírů
- 1995 Byl jednou jeden polda
- 1997 Byl jednou jeden polda II. - Major Maisner opět zasahuje!
- 2006 Kvaska
- 2010 Tacho
- 2016 Decibely lásky